# 琉球球蝸牛
琉球球蝸牛（学名：Acusta despecta）是柄眼目堅齒螺科扁蝸牛亞科球蝸牛屬的一种，均為會呼吸空氣的有肺類腹足綱軟體動物。本物種舊屬扁蝸牛科，今屬堅齒螺科。

## 分佈
主要分布于台湾，常栖息在农田、住宅区等潮湿、阴暗的地方，石块中，落叶下等。

## 外部連結
- 維基物種上的相關：琉球球蝸牛